# Königsgenette
Die Königsgenette (Genetta poensis) ist eine kaum erforschte Schleichkatze aus der Gattung der Ginsterkatzen (Genetta). Sie ist nur von zehn Museumsexemplaren bekannt, von denen die letzten im Jahre 1946 gesammelt wurden.

## Merkmale
Die zehn bekannten Exemplare haben eine durchschnittliche Kopf-Rumpf-Länge von 60,2 cm, eine Schwanzlänge von 41,5 cm und ein Gewicht von 2 bis 2,5 kg. Der Körperbau ist robust. Das kurze, raue Rückenfell variiert von hell gelblich-grau bis gelb. Das Bauchfell ist weiß-gelblich bis grau. Die Nackenstreifen sind nicht klar umrissen. Die fortlaufende Mittelrückenlinie ist dunkel und beginnt hinter den Schultern. Es gibt keine Rückenmähne. Die länglichen und eckigen Rückenflecken sind vollständig dunkel und an verschiedenen Stellen des Körpers verschmolzen. Das Gesicht hat eine gut ausgeprägte Maske mit weißlichen Flecken über und unter den Augen sowie einer dünnen, dunklen senkrechten Linie an der Schnauze. Die Ohren haben eine breite Basis und sind leicht gerundet. Der dicht behaarte Schwanz hat vier bis sechs helle Ringe. Die proximale Hälfte des Schwanzes ist dunkel. Die Hinter- und Vorderbeine sind dunkel und gut gefleckt. Die Vorderfüße und Hinterfüße sind oberseits gefleckt und unterseits dunkel.

## Vorkommen, Lebensraum und Lebensweise

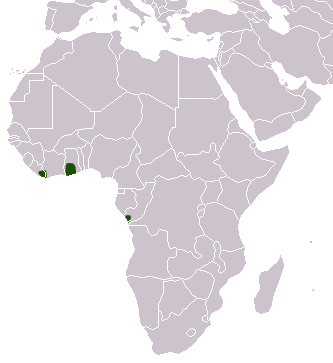
Verbreitungsgebiet der Königsgenette

Die Königsgenette bewohnt Regenwälder in Liberia, der Elfenbeinküste, Ghana, Bioko und in der Demokratischen Republik Kongo. Über ihre Lebensweise ist nichts bekannt.

## Status
Die IUCN stuft die Königsgenette in die Kategorie „unzureichende Datenlage“ (Data deficient) ein. Über ihr Verbreitungsgebiet und ihre Lebensraumanforderungen ist nichts bekannt. Da die Bestimmung von Ginsterkatzen auf Artebene jedoch häufig kompliziert ist und diese Art zeitweise mit der Pardelgenette (Genetta pardina) synonymisiert wurde, ist es möglich, dass die Königsgenette häufiger ist als bisher angenommen. Lebensraumzerstörung und Nachstellung für den Bushmeat-Markt sind im Verbreitungsgebiet weit verbreitet. Daher sind neue Expeditionen notwendig, um einen adäquaten Populationsstatus zu ermitteln.